# Харлов, Максим Викторович
Максим Викторович Харлов (род. 9 октября 1974 года, Киров, РСФСР, СССР) — российский художник, член-корреспондент РАХ (2021). Заслуженный художник Российской Федерации (2022).

## Биография
Родился 9 октября 1974 году в городе Кирове в семье художников.
В 1994 году — окончил Кировское художественное училище.
В 2002 году — окончил Московский государственный академический художественный институт имени В. И. Сурикова (мастерская монументальной живописи профессора Е. Н. Максимова), а в 2006 году — окончил обучение в Творческих мастерских Российской академии художеств, руководитель — профессор Е. Н. Максимов.
В 2003 году — являлся стипендиатом Министерства Культуры Российской Федерации.
В 2021 году — избран членом-корреспондентом Российской академии художеств от Отделения живописи и монументального искусства.

### Семья
- отец — советский и российский живописец, художник-монументалист, педагог, академик Российской академии художеств (2019), народный художник России (2001) Виктор Георгиевич Харлов (род. 1949)
- мать — советский и российский художник-график, живописец, заслуженный художник РСФСР (1989), народный художник Российской Федерации (2011) Вера Ивановна Ушакова (род. 1940)

## Творческая деятельность
Участвовал в работах по воссозданию росписей Успенского собора Трифонова монастыря и Предтеченской церкви в Кирове, Храма Христа Спасителя в Москве, Никольского собора в Нью-Йорке, создании мозаичного убранства храма Святого Савы Сербского в Белграде; декоративного убранства станций Московского метро: Маяковская, Сретенский бульвар, Славянский бульвар, станции Мадлен в Париже.
Член Союза художников России, член молодёжной комиссии Союза художников России.
Участник международных, всероссийских, зональных, московских, нескольких персональных выставок.
Участвовал в работах по воссозданию росписей Успенского собора Трифонова монастыря и Предтеченской церкви в Кирове, Храма Христа Спасителя в Москве, Никольского собора в Нью-Йорке, создании мозаичного убранства храма Святого Савы Сербского в Белграде; декоративного убранства станций Московского метро: Маяковская, Сретенский бульвар, Славянский бульвар, станции Мадлен в Париже.

## Награды
- Заслуженный художник Российской Федерации (2022)[1]
- Диплом Российской Академии художеств (2008)
- Золотая медаль Российского союза художников (2010)
- Золотая медаль ВТОО СХР «Духовность, традиции, мастерство» (2011)
- Дипломы Союза Художников России, Благодарность ВТОО СХР, Благодарность Российской академии художеств (2014)
- Благодарность Министра культуры Российской Федерации (2016)
- Золотая медаль Российской академии художеств (2018)